# Habis
Habis, también llamado Habido o Abido, así como también Habidis  fue, según la mitología, un rey civilizador de un pueblo que vivía en las zonas boscosas de Tartessos.